# Drzym białobrody
Drzym białobrody (Notharchus pectoralis) – gatunek średniej wielkości ptaka z rodziny drzymów (Bucconidae). Występuje w Ameryce Centralnej i północno-zachodniej części Ameryki Południowej. Nie jest zagrożony wyginięciem.

## Taksonomia
W 1846 roku George Robert Gray w swojej publikacji The genera of birds zamieścił ilustrację tego ptaka i nadał mu binominalną nazwę Bucco pectoralis. Nie zamieścił dokładniejszego opisu ani nie podał miejsca typowego. W 1863 roku Jean Cabanis i Ferdinand Heine umieścili ten gatunek w nowo przez siebie opisanym rodzaju Notharchus i tak jest on klasyfikowany do tej pory.
Jest to gatunek monotypowy. Jest blisko spokrewniony z drzymem czarnoczapkowym (N. ordii), niektórzy autorzy sugerują, że tworzą one nadgatunek.

## Morfologia
Drzym białobrody mierzy od 19 do 23 cm długości i waży od 60 do 69 g. Upierzenie jest przeważnie błyszcząco niebiesko-czarne, z białym kołnierzem, policzkami, gardłem i brzuchem, niebiesko-czarną obwódką na piersi i czarnym ogonem z białymi końcówkami piór. Na złożonym skrzydle i kuprze widoczne są wąskie białe plamki. Boki są ciemnoszare, z plamami. Gruby dziób jest czarny, podobnie jak stopy, a tęczówka oka jest ciemnobrązowa lub czerwona. Obie płcie są identycznie upierzone.

## Zasięg występowania
Drzym białobrody występuje od Strefy Kanału Panamskiego do środkowej Kolumbii i na południe przez zachodnią Kolumbię do północno-zachodniego Ekwadoru. Zamieszkuje wilgotne nizinne lasy deszczowe i lasy wtórne od poziomu morza do wysokości 1000 m n.p.m. Rzadko występuje na obrzeżach lasów, jest bardziej związany z lasami niż jego krewniacy, ale często można go spotkać w pobliżu cieków wodnych. Zwykle występuje w koronach drzew, ale schodzi na poszycie, aby ścigać ofiary wypłaszane przez mrówki leśne.

## Ekologia i zachowanie

### Pożywienie
Ptak ten poluje z grzędy, nurkując na zdobycz, a także podąża za rojami mrówek. Przed zjedzeniem zdobyczy obija ją o miejsce, gdzie siedzi. Poluje na różne gatunki zwierząt, w tym stonogi i krocionogi, skorpiony, pająki, karaczany, modliszki, koniki polne, chrząszcze i jaszczurki.

### Lęgi
Sezon lęgowy trwa od marca do maja w północno-zachodniej Kolumbii i od marca do lipca w Panamie. Oboje rodzice wykopują norę lęgową w nadrzewnej termitierze, zazwyczaj na wysokości od 2,3 do 12,5 m nad ziemią. Wielkość lęgu wynosi trzy jaja, ale zaobserwowano nie więcej niż dwa młode z lęgu. Jaja wysiadują oboje rodzice.

### Wokalizacja
Pieśń drzyma to 10–30 głośnych gwizdów, po których następują około 3 niższe, wolniejsze gwizdy, kończące się kilkoma zanikającymi świstami. Wydaje również zgrzytliwy dźwięk, gdy spiera się o terytorium.

## Status i zagrożenia
IUCN uznaje drzyma białobrodego za gatunek najmniejszej troski (LC, Least Concern). Ma duży zasięg i populację liczącą co najmniej 50 000 dojrzałych osobników, choć uważa się, że jego liczebność spada. Gatunek ten jest generalnie rzadki, ale może być często przeoczany ze względu na jego zwyczaj pozostawania w bezruchu wśród koron drzew przez wiele godzin. Zagrożeniem jest naruszanie i utrata siedlisk.